# Pig-Iron
Peter Porkchops è un personaggio dei fumetti che comparve nelle storie pubblicate dalla DC Comics. È un simpatico maialino, creato da Otto Feuer e fece la sua prima apparizione in Leading Comics n. 23 (febbraio/marzo 1947).

## Storia

### Golden e Silver Age
Le avventure di Peter il più delle volte consistevano nella purezza di cuore, solitamente coinvolgenti il suo vicino di casa A. Wolf (o "Wolfie" come lo chiama Peter). Peter divenne uno dei più famosi animali, ottenendo un suo fumetto nel dicembre 1949. Peter comparve durante gli anni cinquanta, e terminò le sue comparse quando Leading Comics fu cancellato con il 77° numero nel 1955; lo stesso fumetto di Peter fu cancellato con Peter Porkchops n. 62 nel dicembre 1960. Quindi cessò di comparire (ad eccezione di rare ristampe) per molti dei decenni successivi.

### Bronze Age
Nel 1982, Peter fu riportato nelle pagine di New Teen Titans vol. 1 n. 16 (febbraio 1982). La sua incarnazione è un operaio in un'acciaieria nella città di Piggsburg. Mentre lavorava ad una tinozza, un frammento di un meteorite irradiato lo colpì, gettandoli entrambi nell'acciaio fuso; quando ne riemerse, Peter si ritrovò trasformato in un essere super forte fatto di metallo vivente, e presto divenne un supereroe con il nome di Pig-Iron (un chiaro riferimento ad un processo per la lavorazione del metallo).
Come Pig-Iron, Peter si unì alla Squadra Zoo in Captain Carrot and his Amazing Zoo Crew, e fu imbarcato in diverse avventure, incluso un confronto con il suo vecchio vicino di casa, che fu trasformato in "Wuz-Wolf" (la versione di quel mondo del licantropo; in questo caso, un lupo che si trasforma in un mostruoso umano). La personalità di Peter, era molto più aggressiva ed abrasiva, simile a quella della Cosa dei Fantastici Quattro, sebbene questo personaggio si ritrova ad essere di aspetto metallicoo invece che di pietra.
Con la cancellazione di Captain Carrot and his Amazing Zoo Crew, avvenuta con il suo ventesimo numero nel 1983, Peter (così anche come Pig-Iron) ancora una volta cadde in disuso, e non comparve nei fumetti della DC per diversi anni.

### Modern Age
Peter comparve nella miniserie Captain Carrot and the Final Ark. Durante una battaglia contro il criminale Starro, Pig-Iron cadde nel mondo sommerso di Terra-26. La Squadra Zoo, nel mezzo della partenza dal pianeta, non furono in grado di tornare per lui. Tuttavia, fu visto successivamente in Crisi finale n. 7, vivo e vegeto e partecipante alla battaglia decisiva.

## Poteri e abilità
Nella sua forma di Pig-Iron, Peter è incanalato in una pelle metallica che gli fornisce super forza, resistenza, ed invulnerabilità. La sua più grande debolezza, è che è costantemente affamato; fortunatamente, può mangiare quasi di tutto.